# Ossidazione di Saegusa-Ito
L'ossidazione di Saegusa-Ito è una reazione chimica utilizzata nell'ambito della chimica organica. Venne scoperta nel 1978 da Takeo Saegusa e Yoshihiko Ito come metodo per introdurre α-β insaturazioni in un composto carbonilico. La reazione come originariamente riportata coinvolge la formazione di un silil enol etere seguita da trattamento con acetato di palladio(II) e benzochinone a dare il corrispondente enone. La pubblicazione originale notava l'originalità di questa reazione nella rigenerazione di insaturazioni seguita da addizione1,4 con nucleofili, come gli organocuprati, in una reazione di Michael.
Per substrati aciclici la reazione porta esclusivamente al prodotto termodinamico, ovvero all'alchene E.
La scoperta venne preceduta otto anni prima da un articolo che riportava il trattamento di chetoni non attivati con acetato di palladio e portava agli stessi prodotti ma con basse rese. Il maggior contributo di Saegusa e Ito fu di riconoscere l'enolo come la specie reattiva nel meccanismo e quindi li rese in grado di sviluppare una metodica basata sui silil enol eteri.
Il benzoquinone non è in realtà strettamente necessario; il suo ruolo infatti è di rigenerare il Pd(II) dalla forma ridotta Pd(0), in modo da utilizzare una minor quantità totale di acetato di palladio. Le condizioni di reazione e di purificazione infatti potrebbero essere facilmente semplificate usando un eccesso di acetato di palladio senza usare il benzochinone, ma il costo dei reagenti è sicuramente maggiore. Poiché la reazione utilizza in ogni caso una quantità quasi stechiometrica di palladio la si è sempre considerata troppo dispendiosa per una sua applicazione in campo industriale, tuttavia sono stati fatti progressi nello sviluppo di varianti catalitiche. Nonostante i suoi limiti, questa reazione è stata utilizzata spesso come metodo per introdurre funzionalità nuove in molecole complesse anche negli ultimi stadi di reazione ed in condizioni blande.

## Meccanismo
Il meccanismo della ossidazione di Saegusa–Ito prevede la coordinazione del doppio legame enolico al palladio seguita dalla perdita del gruppo silile e dalla formazione di un complesso di ossoallil-palladio. La β-eliminazione dell'idrogeno porta a un complesso palladio idruro-enone il quale dopo eliminazione riduttiva conduce al prodotto desiderato con ulteriore formazione di acido acetico e Pd0. La reversibilità dello step di eliminazione permette l'instaurarsi di un equilibrio, portando così al prodotto termodinamico, ovvero l'alchene E per substrati aciclici. Si è dimostrato che il prodotto può formare complessi stabili Pd0-olefina, i quali potrebbero essere i responsabili della difficile re-ossidazione osservata nelle varianti catalitiche della reazione.

## Applicazioni
La vasta applicabilità dell'ossidazione di Saegusa–Ito è mostrata dal suo uso in varie sintesi classiche di molecole complesse. La sintesi della morfina di Tohru Fukuyama del 2006 è uno di questi esempi, in cui viene rispettata la presenza di sostituenti carbammati ed eteri.
La sintesi di Danishefsky di entrambi gli enantiomeri  (+) e (-) della peribysine inizia con una ossidazione di Saegusa–Ito dell'addotto di Diels-Alder del carvone e del 3-trimethilsililossi-1,3-butadiene a dare l'enone indicato. In questo caso sono tollerate funzionalità come l'alchene e il carbonile.
La sintesi di Yong Qiang Tu del farmaco per l'Alzheimer galantamina utilizza questa reazione in presenza di un gruppo acido labile come l'acetale.
La sintesi della laurenina di Larry E. Overman utilizza un'ossidazione one-pot con piridinio clorocromato seguita dall'ossidazione di Saegusa, che permette la presenza di un alogeno e un solfonato.
La sintesi della sambutoxina riportata da David Williams usa una ossidazione di Saegusa–Ito che coinvolge una funzionalità enolica non-protetta. L'enone prodotto ciclizza in situ rigenerando l'enolo e formando un anello tetraidropiranosilico. La seguente deprotezione del metossimetil etere conduce al prodotto naturale.

## Varianti
La maggior parte degli sforzi per migliorare questa reazione si è concentrata nel tentativo di usare il palladio in quantità catalitica (almeno 0.1 equivalenti), visto il suo alto costo. Le condizioni originarie prevedono infatti l'uso di almeno 0.5 equivalenti, alzando i costi della reazione per una sintesi su larga scala.
I più importanti miglioramenti riguardano l'uso di co-ossidanti che rigenerano la specie di Pd(II). Nello specifico, sono state riportate metodiche che utilizzano l'ossigeno atmosferico oppure una quantità catalitica di allilcarbonato.
Nel primo caso, il metodo venne sviluppato da Larock nel 1995 e rappresenta una variante green ed economica.
Tuttavia questo metodo difetta per i lunghi tempi di reazione e spesso porta a basse rese, come nel caso della sintesi del platifillide di Nishida. Il confronto tra i due metodi sottolinea i difetti del metodo catalitico.
Sono state inoltre sviluppate, principalmente da Jiro Tsuji, delle varianti catalitiche che fanno uso di diallilcarbonato e altri carbonati allilici in quantità stechiometrica. In questi casi la scelta del solvente è essenziale: un nitrile porterebbe al prodotto enonico desiderato mentre un solvente etereo porterebbe alla formazione di α-allil chetoni.
Quest'ultimo metodo ha raggiunto grande successo come strumento sintetico, soprattutto nella sintesi totale della stricnina di Shibasaki.